# Радостово (Поморське воєводство)
Радостово (пол. Radostowo,  Rathstube) — село в Польщі, у гміні Субкови Тчевського повіту Поморського воєводства.
Населення — 567 осіб (2011).
У 1975-1998 роках село належало до Гданського воєводства.

## Демографія
Демографічна структура станом на 31 березня 2011 року:
|          | Загалом | Допрацездатний вік | Працездатний вік | Постпрацездатний вік |
| -------- | ------- | ------------------ | ---------------- | -------------------- |
| Чоловіки | 295     | 61                 | 207              | 27                   |
| Жінки    | 272     | 58                 | 155              | 59                   |
| Разом    | 567     | 119                | 362              | 86                   |